# Flora (Melzi)
Flora, anche nota come Colombina, è un dipinto realizzato nel 1520 da Francesco Melzi e attualmente conservato all'Ermitage di San Pietroburgo. Raffigura Flora, la dea romana della primavera e dei cereali, soggetto apprezzato tra gli artisti rinascimentali.

## Storia
La prima testimonianza del dipinto successiva alla sua esecuzione risale al 1649, quando risulta far parte della collezione postuma di Maria de' Medici. Successivamente fu acquisito nella Collezione Orleans, presumibilmente da parte di Filippo II di Borbone-Orléans, per poi essere ereditato dal figlio Luigi, dal nipote Luigi Filippo I e dal pronipote Luigi Filippo II. Nel 1790 viene venduto a Bruxelles al visconte e banchiere belga Édouard de Walckiers. Nella stessa città nel 1824 la tela sarebbe stata venduta dalla collezione Danoot al re Guglielmo II dei Paesi Bassi; all'Aia venne infine acquistata, per conto dello zar Nicola I di Russia, da Fëdor Antonovič Bruni (che dal 1849 al 1854 fu direttore dell'Ermitage) al prezzo di 40 000 fiorini olandesi. A questo punto confluì nella collezione pietroburghese, dove fu attribuita a Francesco Melzi e si preferì - tra le varie - la denominazione Flora.

### Attribuzione

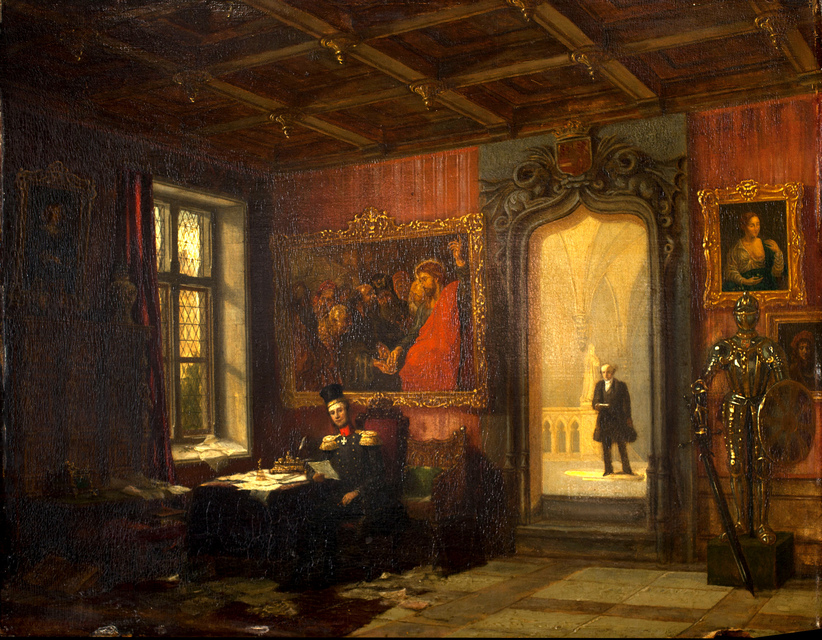
H. Wijnands, Re Guglielmo II nel suo studio, 1847. In alto a destra è visibile proprio la tela di Flora.

Melzi era pupillo di Leonardo da Vinci e la tecnica utilizzata nelle sue opere riflette quella del suo maestro al punto tale da rendere difficile la distinzione tra i due: difatti, al momento dell'acquisto da parte dello zar Nicola I, Flora fu considerata un'opera autografa di Leonardo. Giunta al museo, gli studiosi la attribuirono a diversi leonardeschi: nel 1871 Joseph Crowe e Giovanni Battista Cavalcaselle sostennero si trattasse di una tela di Andrea Solari; differentemente, nel 1892 Giovanni Morelli la ritenne del Giampietrino; nel 1899 George Charles Williamson ne ricondusse la paternità a Bernardino Luini. Claude Phillips definì Flora un vero e proprio "rompicapo" e avanzò la tesi che si trattasse comunque di un disegno sottostante di Leonardo, dipinto in seguito da un allievo.
L'attribuzione del dipinto a Melzi si basa sulle forti somiglianze tra la dea Flora e altre opere dell'artista, in particolar modo Vertumno e Pomona, conservato alla Gemäldegalerie di Berlino. Adolfo Venturi scrisse che "lo stesso fascino seduttivo e tenero, e lo stesso spirito ellenico ricorrono tanto nella Colombina quanto nel Vertumno e Pomona". Rodman Henry ugualmente notò queste affinità, anche se affermò che non vi fossero prove che Melzi stesso fosse un artista, perciò era impossibile riconoscergliene la paternità. Nel 1963 tuttavia, tracce della firma dell'artista furono scoperte nell'angolo in basso a sinistra e ciò rafforzò l'attribuzione.
Oltre ad essere noto come Flora o Colombina, nel tempo il dipinto fu denominato Vanità e perfino Gioconda; fu anche erroneamente considerato come il Ritratto di Madame Babou de La Bourdaisière, quando si pensò che il soggetto dell'opera fosse la nobildonna Françoise Babou de La Bourdaisière.

## Descrizione
Flora fu dipinta nel tipico stile dei Leonardeschi e quindi di Leonardo. Seguendo il maestro Melzi adoperò la stessa tipologia di viso femminile, lo sguardo abbassato, la tecnica dello sfumato e la propensione all'attenta osservazione delle piante e della capigliatura. Nella composizione, Flora è seduta in una grotta, circondata da felci ed edera. L'abbigliamento rimanda all'antica Roma: la dea indossa, infatti, una stola bianca arricchita da decorazioni dorate e una palla di color blu gettata sopra una spalla. In grembo ha dei fiori di gelsomino bianco, mentre nella mano sinistra tiene un fiore di colombina, da cui uno dei nomi con i quali era conosciuta l'opera.
La vegetazione che circonda la dea ha un significato simbolico che era ben riconoscibile per gli osservatori del XVI e del XVII secolo. Ad esempio, la colombina è un simbolo di fertilità. Accanto al seno scoperto di Flora, la colombina accentua il ruolo di "madre dei fiori" della dea. I gelsomini che tiene nella mano destra rappresentano la purezza. Gli anemoni visibili nelle pieghe della palla - in basso a sinistra - stanno a indicare la rinascita; nell'antica Grecia, tali fiori erano anche riconosciuti come fiori del vento, quindi sarebbero un riferimento a Zefiro, personificazione del vento di Ponente nonché suo sposo. L'edera in alto a destra simboleggia l'eternità, mentre la felce a sinistra rispecchia la solitudine dell'ambientazione.

### Condizioni
Il dipinto fu originariamente realizzato su tavola, successivamente trasportato su tela nel XIX secolo. Ciononostante, gli strati di pittura risultano essere in buone condizioni con il disegno sottostante ben preservato e piccole perdite e abrasioni sulla superficie.
Nel 2019 la tela è stata sottoposta ad un intervento di conservazione e restauro da parte di Maria Vyacheslavovna Shulepova dell'Ermitage. Prima del restauro l'opera era ricoperta da uno strato di vernice ingiallita che oscurava i dettagli e appiattiva l'aspetto dello sfondo. La vernice peraltro faceva sì che il tessuto blu oltremare apparisse di colore verde. Le analisi condotte sugli strati pittorici hanno in seguito rivelato che Melzi non utilizzò lo stratagemma di smaltare l'oltremare con la meno costosa azzurrite; al contrario Melzi, essendo benestante, poté permettersi di dipingere l'intera parte con puro blu oltremare.

## Nella cultura di massa
Flora appare sulla copertina dell'album Gli amori son finestre, pubblicato nel 2009 da Mango.

## Versioni dell'opera
Nel 2012 una copia del XVI secolo è stata venduta da Christie's per £937 250 ad un collezionista privato di San Pietroburgo. Varie sono state le copie della Flora riprodotte nel corso del tempo.

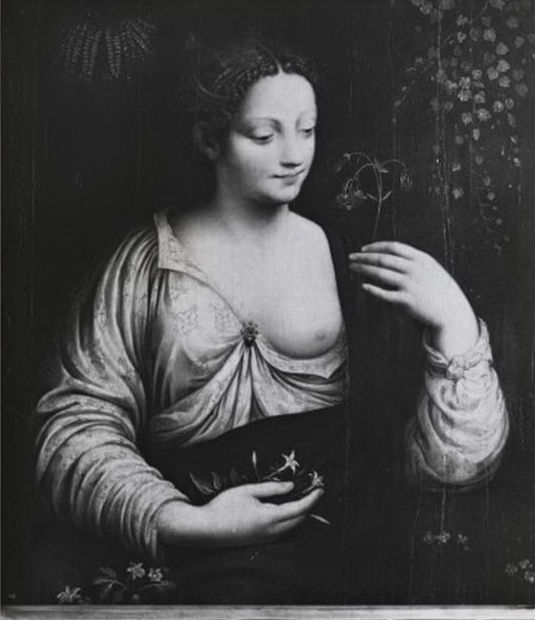
Allievo di Leonardo da Vinci o di Francesco Melzi, Flora, seconda metà del XVI  secolo, olio su tavola curva, Museo di belle arti della Virginia, Richmond
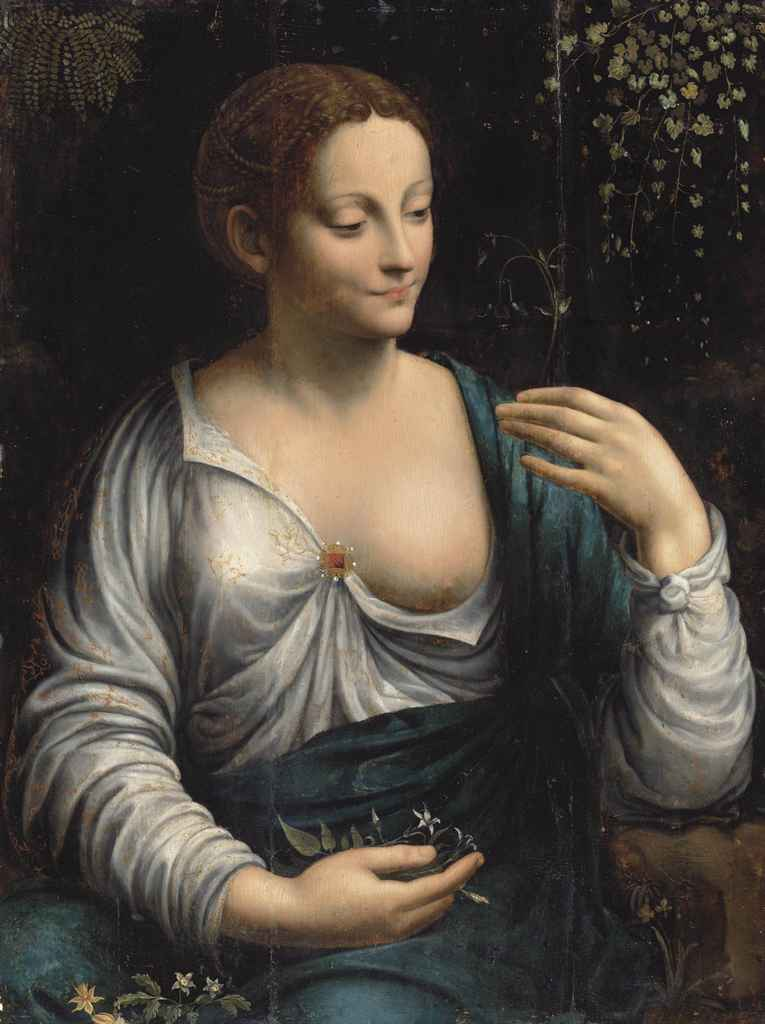
Posteriore a Leonardo da Vinci, Flora, XVI secolo, olio su tavola, collezione privata, San Pietroburgo
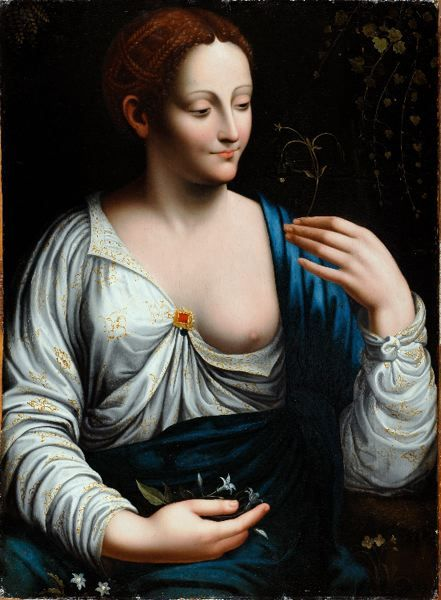
Posteriore a Francesco Melzi, Flora o Colombina, XVI secolo, olio su tavola, Castello di Blois, Blois
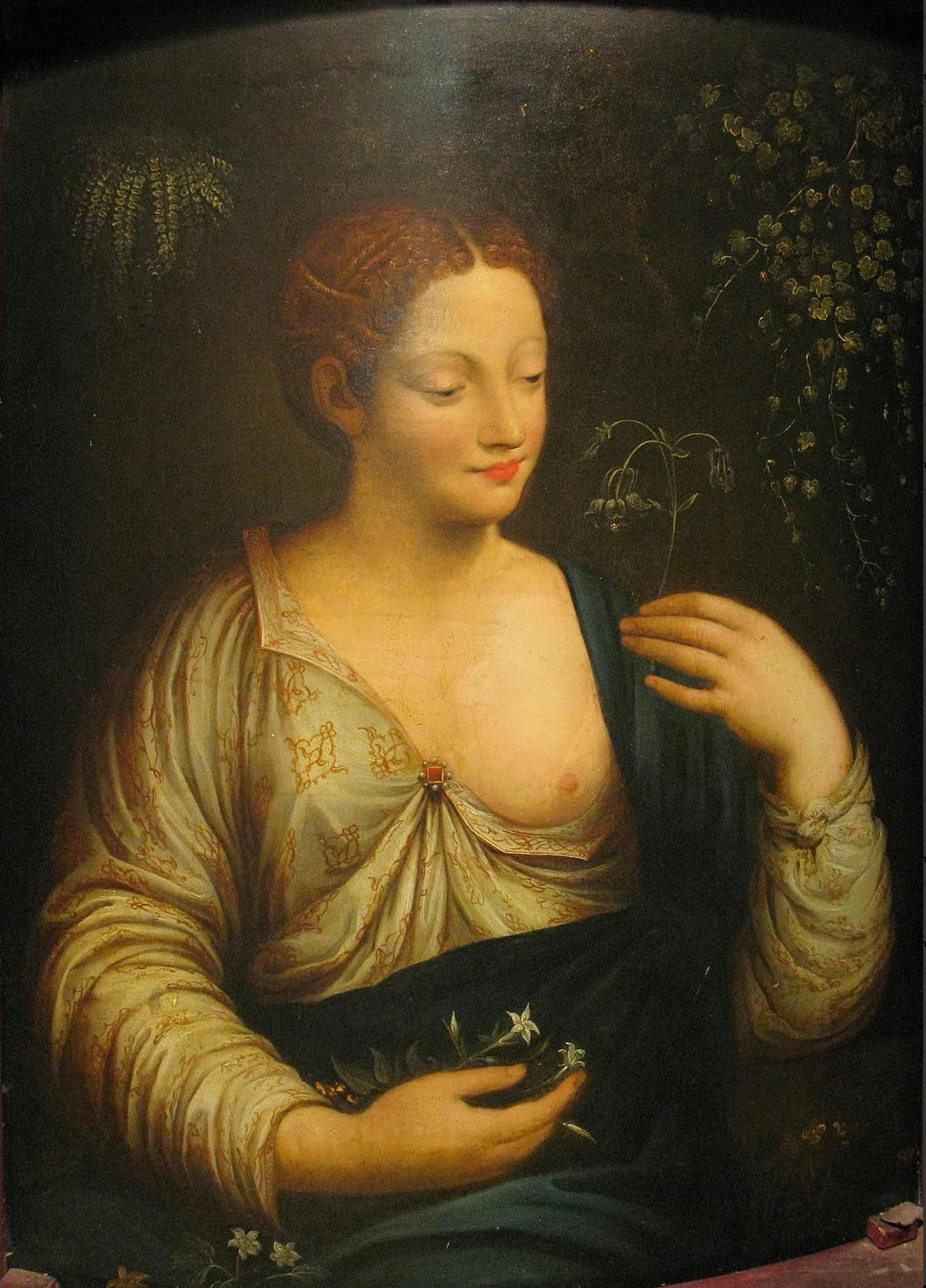
Posteriore a Francesco Melzi, Flora, olio su tavola, collezione privata
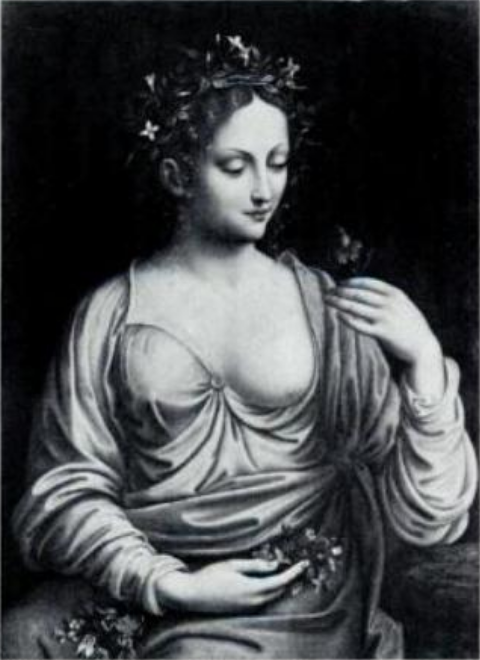
Attribuito a Francesco Melzi, Flora, 1510, olio su tavola, ubicazione sconosciuta